# 圣塞味利圣殿 (波尔多)

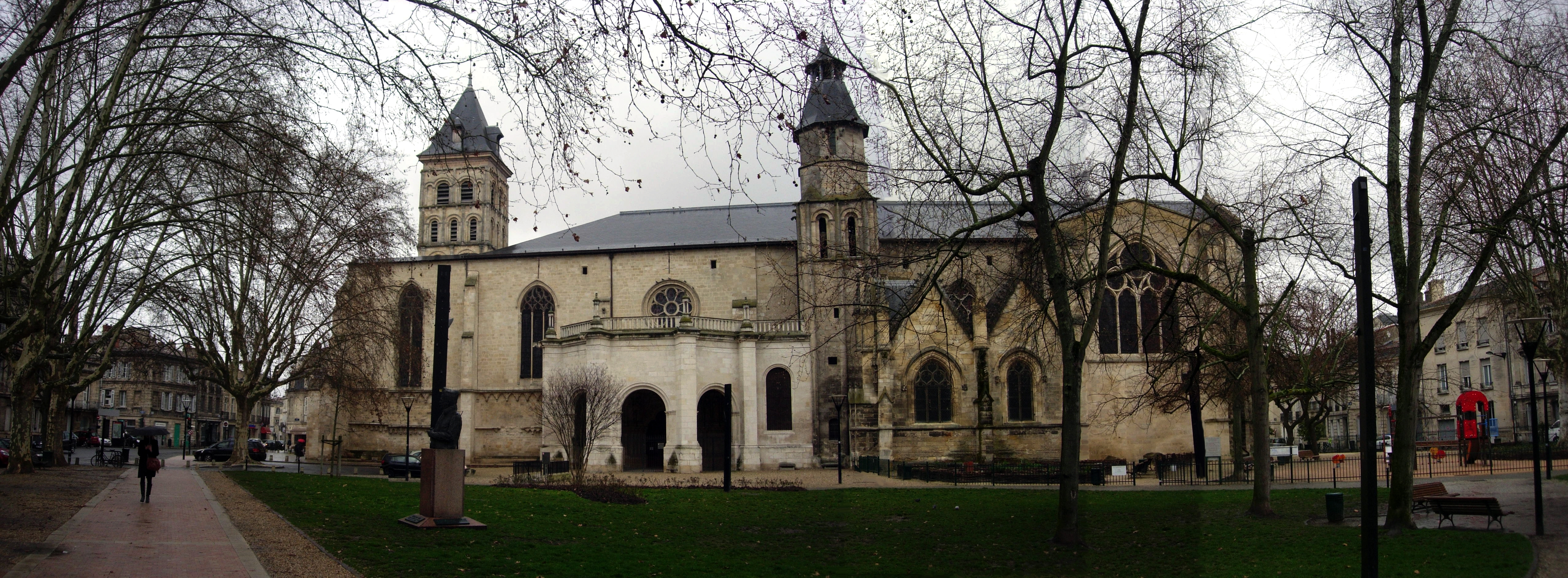
圣塞味利圣殿

圣塞味利圣殿（Basilique Saint-Seurin）是一座罗马天主教宗座圣殿，位于法国阿基坦大区吉伦特省波尔多的广场（place des Martyrs de la Résistance）。创建于6世纪。1840年列为法国历史古迹。1998年列入世界遗产项目圣雅各伯朝圣之路的一部分。